# Dacalana azyada
Dacalana azyada är en fjärilsart som beskrevs av Hans Fruhstorfer 1914. Dacalana azyada ingår i släktet Dacalana och familjen juvelvingar. Inga underarter finns listade i Catalogue of Life.